# Zehntscheune (Runkel)

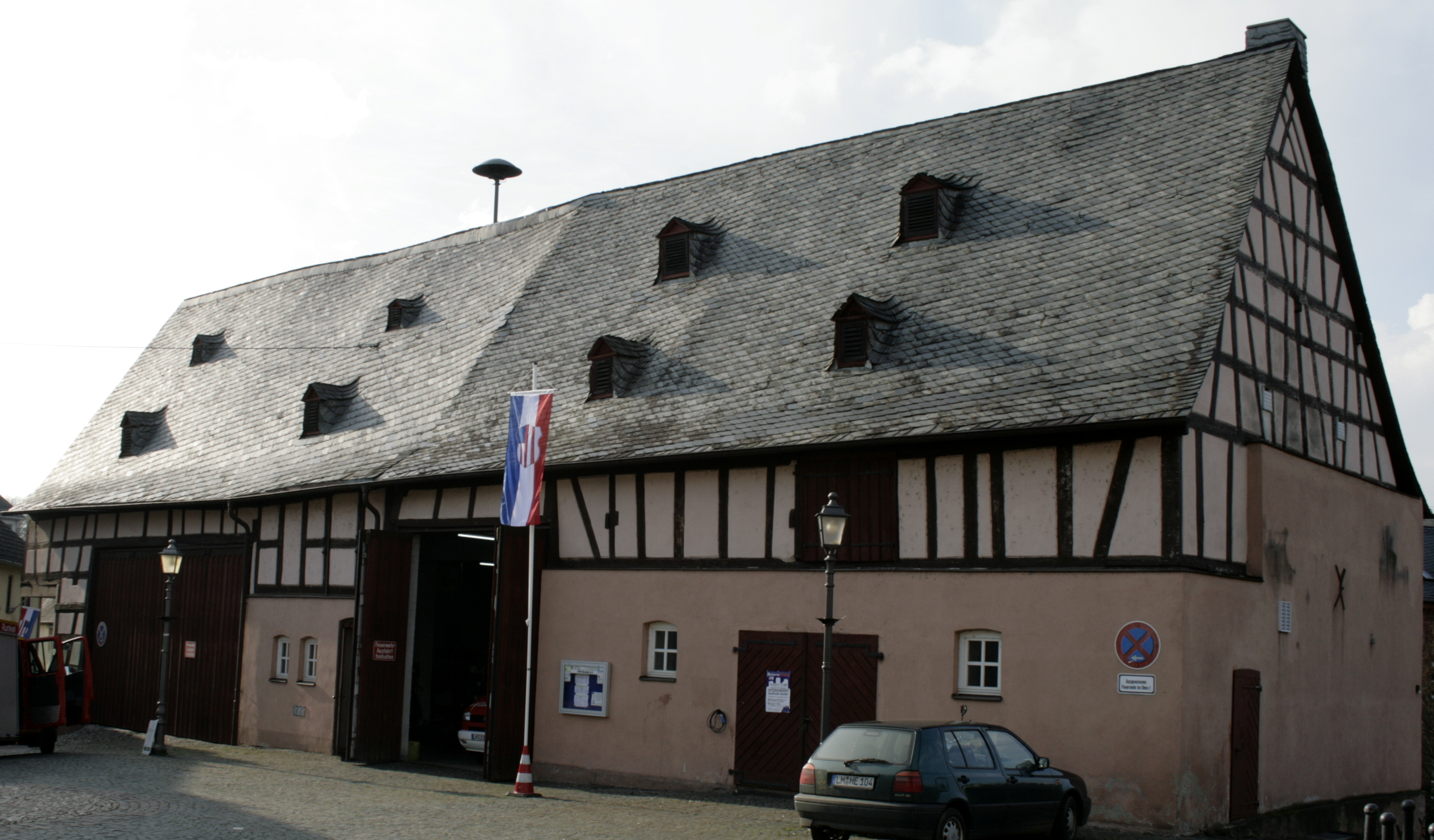
Ehemalige Zehntscheune in Runkel (links die ältere Hälfte)

Die Zehntscheune in Runkel, einer Gemeinde im mittelhessischen Landkreis Limburg-Weilburg, wurde im 17. oder 18. Jahrhundert errichtet. Die ehemalige Zehntscheune am Schlossplatz ist ein geschütztes Kulturdenkmal. 
Der langgezogene Fachwerkbau, der die gesamte Westseite des Schlossplatzes abschließt, entstand durch eine Verdoppelung der Zehntscheune im späten 19. Jahrhundert. 
Die ältere, südliche Hälfte mit abgeschrägter Ecke zeigt noch Reste eines Profilrähms. Die großen Tore haben typische Stab- und Bogenmuster. Auf dem Satteldach sind gleichmäßig verteilte kleine Gauben.